# 우관정
우관정(중국어 간체자: 吴官正, 정체자: 吳官正, 병음: Wú Guānzhèng, 1938년 8월 ~ )은 중화인민공화국의 정치인이다. 중국공산당 중앙정치국 상무위원이자 중앙규율검사위원회 서기이다.
1983년부터 1986년까지 중국 중부의 주요 도시인 우한의 시장을 맡았다. 1986년에는 장시성 성장이 되어, 이후 11년간 장시 성을 맡아 당 서기까지 승진하였다. 1997년에 산둥성의 당 서기로 자리를 옮긴 후, 같은 해 정치국 위원에 올랐다. 2002년에는 중국 공산당의 규율 검사 부문의 책임자가 된다.
중국 공산당내에서는 드물게 파벌이 분명하지 않은 인물로, 주요 각 파벌과의 관계가 양호하다. 또 후진타오와는 같은 학교 출신이고, 쩡칭훙과는 같은 지역 출신으로 중도파의 인물이었기 때문에 각 파벌에서 중앙규율감사위원회의 적임자로 받아들여진 것으로 보인다.
| 전임 니셴처 | 장시성 성장 1986년 ~ 1995년 | 후임 수성유 |

| 전임 마오즈융 | 장시성 당위원회 서기 1995년 ~ 1997년 | 후임 수휘궈 |

| 전임 자오지하오 | 산둥성 당위원회 서기 1997년 ~ 2002년 | 후임 장가오리 |

| 전임 웨이젠싱 | 중국공산당 중앙기율검사위원회 서기 2002년 ~ 2007년 | 후임 허궈창 |